# Kulturnav
KulturNav är en gemensam webbaserad terminologi- och auktoritetsplattform särskilt utvecklad för nordiska museer och andra kulturarvsinstitutioner. Publicerad metadata är öppen länkade data, i standardiserade format, som kan länkas vidare till andra databaser med öppna data.
Museer och andra minnesinstitutioner använder termer och auktoriserad namn-data i KulturNav vid katalogisering av samlingar. Genom att länka samma termer och kulturarvsobjekt blir det enklare för både människor och maskiner att söka, hitta, ta del av och använda kulturarvsinformation. Information från KulturNav publiceras på Digitalt Museum, Norvegiana och Europeana.
Informationsinnehållet är uppdelat i fem grundkategorier: termer, aktörer, namngivna objekt, platser och händelser. Data lagras i en datamodell inspirerad av datastrukturer som CIDOC CRM och Europeana EDM. Det finns även stöd för flerspråkighet. Vid användning av länkade data (RDF) är informationen mappad mot etablerade standarder som SKOS, FOAF, CIDOC CRM etc.
Webbplatsen KulturNav öppnades 20 januari 2015. KulturNav bygger på öppen källkod och är kostnadsfritt att använda. Plattformen användes i februari 2015 av ungefär 130 museer i Norge, Sverige och Åland.
KulturNav är finansierat av Kulturrådet (NO) och utvecklat och förvaltas av KulturIT i samverkan med kulturarvsorganisationer i Norge och Sverige. KulturIT ägs av Anno museum, Jærmuseet, Museene i Sør-Trøndelag, Nordiska museet, Norsk Folkemuseum och Lillehammer museum.